# محوطه دهلیان
محوطه باستانی دهلیان مربوط به سدهٔ ۸ و ۹ ه‍.ق است و در شهرستان مشهد، بخش احمدآباد، دهستان پیوه ژن، ۱ کیلومتری شمال شرق روستای حسین آّباد واقع شده و این اثر در تاریخ ۲۷ اسفند ۱۳۸۶ با شمارهٔ ثبت ۲۲۲۹۵ به‌عنوان یکی از آثار ملی ایران به ثبت رسیده است.